# Kuźnicka Góra
Kuźnicka Góra (816 m n.p.m.) — szczyt w Sudetach Środkowych, w Górach Bystrzyckich, w województwie dolnośląskim.
Kuźnicka Góra wznosi się na północno-zachodnim krańcu Gór Bystrzyckich, pomiędzy dolinami: Bystrzycy Dusznickiej na zachodzie i potoku Leszczyniec na wschodzie. Zbudowana jest z granitognejsów i piaskowców, prawie w całości porośnięta lasem świerkowym regla dolnego. Od południa i wschodu Kuźniczą Górę obchodzi Droga Justyny. 

## Szlaki turystyczne
Zachodnie zbocze Kuźniczej Góry trawersuje szlak turystyczny:
- prowadzący ze schroniska PTTK „Pod Muflonem” na Przełęcz Spaloną.